# Georges Renavent
Georges Déchaux, né le 23 avril 1892 à Paris et mort le 2 janvier 1969 à Guadalajara (Mexique), est un acteur français.
Sous le pseudonyme de Georges Renavent, il fait carrière aux États-Unis, où son prénom est parfois américanisé George et son nom de scène quelquefois orthographié Renevant ou Renevent.

## Biographie
Établi dans sa jeunesse aux États-Unis, Georges Renavent y débute au cinéma en 1915, mais ne tourne toutefois que cinq films muets en tout, les deux derniers sortis en 1919 (dont The Light de J. Gordon Edwards, avec Theda Bara).
Il se consacre par ailleurs au théâtre et joue à Broadway (New York) entre 1916 et 1928, dans dix pièces et une comédie musicale.
Le premier de ses cent-quarante-quatre films parlants américains est le film musical Rio Rita (film, 1929), sorti en 1929, avec Bebe Daniels et John Boles. Du fait de ses origines, il tient souvent des seconds rôles de français (parfois non crédités). Ainsi, il est l'ambassadeur de France dans La Reine Christine de Rouben Mamoulian (1933, avec Greta Garbo dans le rôle-titre et John Gilbert), et Talleyrand dans La Maison des Rothschild d'Alfred L. Werker (1934, avec George Arliss, Boris Karloff et Loretta Young).
Parmi ses autres films notables, citons L'Insoumise de William Wyler (1938, avec Bette Davis et Henry Fonda), Camarade X de King Vidor (1940, avec Clark Gable et Hedy Lamarr), ou encore Les Voyages de Sullivan de Preston Sturges (1941, avec Joel McCrea et Veronica Lake).
Signalons également sa participation à cinq films tournés chacun en deux versions alternatives (avec des distributions différentes), l'une française, l'autre américaine. Ainsi, il contribue à la version française (sortie en 1935) de La Veuve joyeuse (version américaine sortie en 1934) d'Ernst Lubitsch, aux côtés de Maurice Chevalier et Jeanette MacDonald (jouant eux dans les deux versions). Autre exemple, il est le Président du Conseil dans Folies-Bergère de Marcel Achard et Roy Del Ruth (version française, 1935, avec Maurice Chevalier et Nathalie Paley) et Folies Bergère de Paris de Roy Del Ruth (version américaine, 1935, toujours avec Maurice Chevalier, Merle Oberon y remplaçant Nathalie Paley).
En 1948, Georges Renavent se marie avec l'actrice américaine Selena Royle. Celle-ci étant victime du maccarthysme en 1951 et mise sur liste noire, les époux s'exilent au Mexique et s'installent définitivement à Guadalajara (où ils meurent tous deux, lui en 1969, elle devenue sa veuve en 1983). De ce fait, les trois derniers films de l'acteur (dont Mara Maru de Gordon Douglas, avec Errol Flynn et Ruth Roman) sortent en 1952.
Deux ans auparavant, en 1950, il effectue son unique prestation à la télévision, dans un épisode de la série The Philco Television Playhouse, consacrée au théâtre.

## Filmographie partielle

### Cinéma
- 1915 : The Seven Sisters de Sidney Olcott
- 1919 : The Light de J. Gordon Edwards
- 1919 : Erstwhile Susan de John S. Robertson
- 1929 : Rio Rita de Luther Reed
- 1930 : Scotland Yard de William K. Howard
- 1930 : Le Spectre vert de Jacques Feyder (version française de The Unholy Night, 1929, de Lionel Barrymore)
- 1931 : East of Borneo de George Melford
- 1932 : Arsène Lupin (titre original) de Jack Conway
- 1932 : Le Bluffeur d'Henry Blanke et André Luguet (version française d’High Pressure, 1932, de Mervyn LeRoy)
- 1933 : L'Amour guide de Jean Boyer et Gilbert Pratt (version française de The Way to Love, 1933, de Norman Taurog)
- 1933 : La Reine Christine (Queen Christina) de Rouben Mamoulian
- 1934 : La Maison des Rothschild (The House of Rothschild) d'Alfred L. Werker
- 1934 : Stingaree de William A. Wellman
- 1934 : L'Espionne Fräulein Doktor (Stamboul Quest) de Sam Wood
- 1934 : Bombay Mail d'Edwin L. Marin
- 1934 : L'Étoile du Moulin-Rouge (Moulin Rouge) de Sidney Lanfield
- 1935 : La Veuve joyeuse d'Ernst Lubitsch (version française de The Merry Widow, 1934, d'Ernst Lubitsch)
- 1935 : Intelligence Service (The Last Outpost) de Charles Barton et Louis J. Gasnier
- 1935 : Capitaine Blood (Captain Blood) de Michael Curtiz
- 1935 : Folies Bergère de Paris (titre original) de Roy Del Ruth
- 1935 : Folies-Bergère de Marcel Achard et Roy Del Ruth (version française de Folies Bergère de Paris)
- 1935 : Anna Karénine (Anna Karenina) de Clarence Brown
- 1935 : On a volé les perles Koronoff (Whipsaw) de Sam Wood
- 1936 : Le Rayon invisible (The Invisible Ray) de Lambert Hillyer
- 1936 : La Charge de la brigade légère (The Charge of the Light Brigade) de Michael Curtiz
- 1936 : Le Pacte (Lloyd's of London) de Henry King
- 1937 : Café métropole (Café Metropole) d'Edward H. Griffith
- 1937 : Yvette (Love and Hisses) de Sidney Lanfield
- 1937 : L'Heure suprême (Seventh Heaven) d'Henry King
- 1937 : Aventure en Espagne (Love Under Fire) de George Marshall
- 1937 : Jeux de dames (Wife, Doctor and Nurse) de Walter Lang
- 1937 : Charlie Chan at Monte Carlo d'Eugene Forde : Renault
- 1938 : Suez d'Allan Dwan
- 1938 : L'Insoumise (Jezebel) de William Wyler
- 1938 : Chercheuses d'or à Paris (Gold Diggers in Paris) de Ray Enright et Busby Berkeley
- 1938 : Quatre au paradis (Four's a Crowd) de Michael Curtiz
- 1938 : Pour un million (I'll Give a Million) de Walter Lang
- 1938 : Fantômes en croisière (Topper takes a Trip) de Norman Z. McLeod
- 1938 : La Famille sans-souci (The Young in Heart) de Richard Wallace
- 1939 : La Dame des tropiques (Lady of the Tropics) de Jack Conway
- 1939 : Les Trois Louf'quetaires (en) (The Three Musketeers) d'Allan Dwan
- 1939 : Pack Up Your Troubles de H. Bruce Humberstone : Col. Giraud
- 1939 : Le Vainqueur (Indianapolis Speedway) de Lloyd Bacon
- 1940 : Camarade X (Comrade X) de King Vidor
- 1940 : Destin dans la nuit (The House Across the Bay) d'Archie Mayo
- 1940 : Changeons de sexe (Turnabout) de Hal Roach
- 1940 : L'Étrange Aventure (Brother Orchid) de Lloyd Bacon
- 1940 : Le Fils de Monte-Cristo (The Son of Monte Cristo) de Rowland V. Lee
- 1941 : Une nuit à Rio (That Night in Rio) de Irving Cummings
- 1941 : Lady Hamilton (That Hamilton Woman) de Alexander Korda
- 1941 : The Night of January 16th de William Clemens
- 1941 : Les Voyages de Sullivan (Sullivan's Travels) de Preston Sturges
- 1941 : En route vers Zanzibar (Road to Zanzibar) de Victor Schertzinger
- 1941 : Ici Londres (Paris calling) de Edwin L. Marin
- 1941 : Le Grand Mensonge (The Great Lie) d'Edmund Goulding
- 1942 : Perils of Nyoka de William Witney
- 1942 : Une femme cherche son destin (Now Voyager) de Irving Rapper
- 1942 : Ma femme est un ange (I Married an Angel) de W. S. Van Dyke
- 1942 : Casablanca de Michael Curtiz
- 1942 : Spy Smasher de William Witney
- 1942 : La Reine de l'argent (Silver Queen) de Lloyd Bacon
- 1943 : Mission à Moscou (Mission to Moscow) de Michael Curtiz
- 1943 : Fleur d'hiver (Wintertime) de John Brahm
- 1944 : L'Aigle des sables (The Desert Hawk) de B. Reeves Eason
- 1944 : Passage pour Marseille (Passage to Marseille) de Michael Curtiz
- 1944 : Le Masque de Dimitrios (The Mask of Dimitrios) de Jean Negulesco
- 1944 : Voyage sans retour (Till we meet again) de Frank Borzage
- 1944 : Angoisse (Experiment Perilous) de Jacques Tourneur
- 1944 : Intrigue à Damas (Action in Arabia) de Léonide Moguy
- 1945 : Notre cher amour (This Love of Ours) de William Dieterle
- 1945 : L'Intrigante de Saratoga (Saratoga Trunk) de Sam Wood
- 1945 : Le Prix du bonheur  (You Came Along) de John Farrow

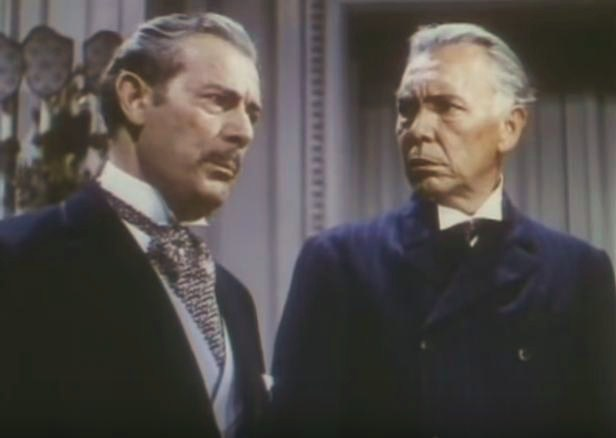
Avec John Mylong (à g.), dans Les Exploits de Pearl White (1947)

- 1946 : The Catman of Paris de Lesley Selander
- 1946 : The Return of Monte Cristo d'Henry Levin
- 1947 : Les Exploits de Pearl White (The Perils of Pauline) de George Marshall
- 1947 : La Fière Créole (The Foxes of Harrow) de John M. Stahl
- 1947 : Tarzan et la Chasseresse de Kurt Neumann
- 1949 : Les Travailleurs du chapeau (It's a Great Feeling) de David Butler
- 1949 : La Corde de sable (Rope of Sand) de William Dieterle
- 1950 : Les Nouvelles Aventures du capitaine Blood (Fortunes of Captain Blood) de Gordon Douglas
- 1951 : Secrets of Monte Carlo (en) de George Blair
- 1951 : L'Inconnu du Nord-Express (Strangers on a Train) de Alfred Hitchcock
- 1952 : Le Fils d'Ali Baba (Son of Ali Baba) de Kurt Neumann
- 1952 : Mara Maru de Gordon Douglas
- 1952 : Tu es à moi (Because you're Mine) de Alexander Hall

### Télévision
- 1950 : Série The Philco Television Playhouse
  - Saison 2, épisode 42 Anything can happen de Delbert Mann

## Théâtre (à Broadway)
(pièces, sauf mention contraire)
- 1916 : Somebody's Luggage de Mark E. Swan, avec Lionel Belmore
- 1917-1918 : Flo-Flo, comédie musicale, musique de Silvio Hein, lyrics d'Edward Paulton et Fred de Gresac, livret de ce dernier
- 1919 : Mis' Nelly of N'Orleans de Laurence Eyre
- 1920 : Genius and the Crowd de John T. McIntyre et Francis Hill, mise en scène et production de George M. Cohan
- 1922 : The Pigeon de John Galsworthy
- 1922 : The Texas Nightingale de Zoe Akins, mise en scène de David Burton
- 1923 : The Crooked Square de Samuel Shipman et Alfred C. Kennedy, avec Ruth Donnelly, C. Henry Gordon et Jack La Rue
- 1924-1925 : Grounds for Divorce d'Ernest Vajda, adaptation de Guy Bolton, avec Ina Claire, Philip Merivale, Cora Witherspoon
- 1925 : Antonia de Melchior Lengyel, adaptation d'Arthur Richman, mise en scène de George Cukor et Melchior Lengyel, avec Ilka Chase, Lumsden Hare, Philip Merivale, Marjorie Rambeau
- 1928 : Dora (Diplomacy) de Victorien Sardou, adaptation avec Charles Coburn, Tyrone Power Sr.
- 1928 : Goin' Home de Ransom Rideout, avec Richard Hale,  Russell Hicks